# عملية كرول

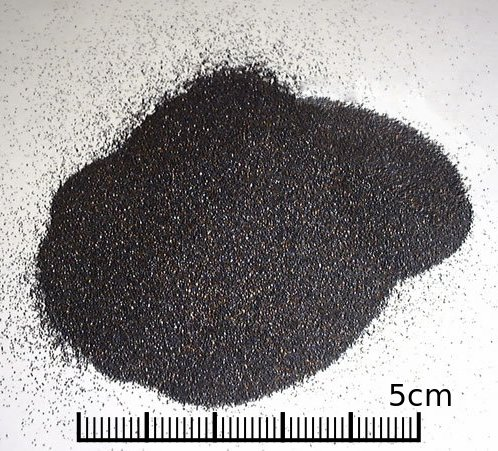

عملية كرول هي عملية كيميائية ضمن مجال علم الفلزات الحراري تهدف إلى إنتاج التيتانيوم على مستوى صناعي. حلت هذه العملية تجارياً مقام عملية هنتر في إنتاج هذا الفلز.

## العملية
إن التفاعل الرئيسي في العملية قائم على التفاعل بين فلز المغنيسيوم مع رباعي كلوريد التيتانيوم:
{\displaystyle {\ce {TiCl4 + 2Mg -> Ti + 2MgCl2}}}
وذلك وفق عملية اختزال عند درجات حرارة تتراوح بين 800–850 °س في مفاعل مصنوع من الفولاذ المقاوم للصدأ.